# Ferien mit Piroschka
Ferien mit Piroschka ist ein österreichisch-deutscher Spielfilm von Franz Josef Gottlieb aus dem Jahr 1965.

## Handlung
Thomas Laurends, Sohn einer wohlhabenden Familie, ist entsetzt, als seine Freundin Karin ihm durch die Blume mitteilt, endlich heiraten zu wollen. Er reist überstürzt nach Ungarn, wo er auf Bitte seines Vaters neue Pferde für das familieneigene Gestüt in Hamburg kaufen will. Er weiß nicht, dass sich Karin einer Reisegruppe um den adeligen Reiseleiter Alfi Trattenbach angeschlossen hat, die ebenfalls nach Ungarn fährt.
Thomas trifft auf dem ungarischen Gestüt die junge und schöne Tery, in die er sich verliebt, erfährt aber bald, dass auch Karin in Ungarn ist. Die wird derweil von Alfi Trattenbach umworben. Thomas und Tery kommen sich näher. Auf einem Dorffest, auf dem die Geschichte des Liebespaars Janosz und Tünde nachgestellt wird, werden Thomas und Tery als dieses Paar gewählt. Thomas muss Tery so unter verschiedenen verschleierten Frauen erkennen. Es gelingt ihm und beide verbringen schließlich die Nacht zusammen.
Am nächsten Morgen sieht Thomas, dass Karin ebenfalls auf dem Dorffest war und ihre Anschrift mit Lippenstift auf der Scheibe seines Cabriolets hinterlassen hat. Er geht zu ihr und gesteht ihr, sich neu verliebt zu haben. Sie trennen sich und verabschieden sich mit einem Kuss – dessen Zeuge zufällig Tery wird. Sie wendet sich enttäuscht von Thomas ab. Der lässt sich zurück auf dem Gestüt die Pferde vorführen und verkündet, dass er am nächsten Tag zurück nach Hamburg fahre. Entsetzt reitet Tery auf einem Pferd davon und Thomas folgt ihr. Er holt sie schließlich ein und gemeinsam liegen sie im Gras. Er verspricht ihr, zwar fortzugehen, jedoch wiederzukommen.

## Produktion
Ferien mit Piroschka entstand nach wenigen Motiven des Romans Ich denke oft an Piroschka von  Hugo Hartung. „Piroschka“ ist hier der Name einer ungarischen Puppe, die sich Thomas kurz hinter der Grenze in Ungarn kauft und die ihn ein Stück seines Weges begleitet.
Der Film entstand in Zusammenarbeit mit der Hungarofilm. Er wurde zu Teilen in den Ateliers und mit Material der Budapester Mafilm gedreht. Szenen des Vorspanns zeigen Stadtansichten von Budapest.
Ferien mit Piroschka erlebte am 31. Dezember 1965 seine Premiere.

## Kritik
Der film-dienst kritisierte an Ferien mit Piroschka 1966 „die verquälten menschlichen Beziehungen, die als mißverstandene Unterhaltung angeboten werden. Es wird kaum ein Ton angeschlagen, der wirklichkeitsnah wäre, und der Witz ist an den Haaren herbeigezogen. Die wenigen politischen Bemerkungen, die einen aktuellen Wirklichkeitsbezug herstellen sollen, sind banal und lassen den geringen geistigen Aufwand ganz besonders deutlich werden.“
Das 1990 vom film-dienst herausgegebene Lexikon des internationalen Films nannte den Film ein „überdrehtes Lustspiel, das von dem früheren Piroschka-Erfolg profitieren möchte, damit aber weder formal noch inhaltlich konkurrieren kann.“
Cinema fand das „Vorbild ‚Ich denke oft an Piroschka‘ […] charmanter“.
Der Evangelische Film-Beobachter kommt zu folgendem Schluss: „Ein triviales Drehbuch und die schwerfällige Regie mindern den Unterhaltungswert des Films. Beeindruckend bleiben die gute Besetzung der Frauenrollen und eine saubere Kameraleistung.“